# If Anger Were Soul, I’d Be James Brown
If Anger Were Soul, I’d Be James Brown ist das dritte und letzte Studioalbum von Tender Fury. Im Vergleich zum Vorgängeralbum Garden Of Evil wurden zwei Besetzungswechsel vollzogen, so dass Tender Fury zu diesem Zeitpunkt vor allem aus Punkrockmusikern bestand. Dies ist diesem Album auch deutlich anzumerken. Waren die Vorgänger noch dem Genre Hard Rock zuzuordnen, so ist If Anger Were Soul, I'd Be James Brown ein Punkalbum geworden. Der Stil ähnelt sehr dem von The Joykiller, der Band, die Jack Grisham nach dem Ende von Tender Fury gründete.

## Titelliste
1. Don't Send Me Down – 4:17
2. What Do You Live For – 2:35
3. Senseless – 4:17
4. Once So Terrible – 2:36
5. Rage I Sell – 3:20
6. I'm Not Right – 5:54
7. Can't Belive I'm Still Here – 2:22
8. Mr. Soul – 2:44
9. Tell Me Now – 4:33
10. I Beat Myself Up – 2:48
11. This Time, You Want More – 5:17